# Julieta (roman)
Julieta este un roman scris de autoarea daneză Anne Fortier⁠(en)[traduceți] și publicat în 2010 de editura Random House. Ulterior, drepturile asupra traducerii au fost vândute în treizeci de țări.
Povestea este o versiune modernă a tragediei lui Shakespeare Romeo și Julieta, o abordare inedită și îndrăzneață a poveștii de dragoste care a stat la baza celebrei piese shakespeariene. Acțiunea se petrece în decorul romantic al orașului Siena. Eroii romanului încearcă să îndrepte lucrurile din trecut. Julieta (Julie Jacobs) află după moartea mătușei sale, că mama ei îi lăsase o comoară ascunsă undeva în inima Sienei, Ajutată de Umberto, aceasta descoperă faptul că numele ei adevărat e Giullieta Tolomei și este urmașa Julietei lui Shakespeare. Dezamăgită de viața ei din America și de faptul că toată viața și-a petrecut-o în umbra surorii sale gemene, Janice Jacobs, pornește spre o aventură care o pune față în față cu un blestem aruncat pe familiile învrăjbite, Tolomei și Salimbeni, o comoară ascunsă de secole și marea ei iubire.
Romeo (misteriosul Allessandro Santini) o va însoți pe Julie în încercarea ei de a reconstrui trecutul, de a elibera cele doua familii de blestem și de a ajunge la comoara lăsată ca moștenire. Spre deosebire de tragedia lui Shakespeare, de data aceasta Romeo și Julieta vor refuza să accepte destinul și își vor rescrie soarta.